# Elias Elffors Elfström
Elias Elffors Elfström (artiestennaam: Eliias) (Stockholm, 5 juni 2000) is een Zweeds zanger.

## Biografie
Elias Elffors Elfström werd in 2000 geboren in de Zweedse hoofdstad Stockholm en groeide op in de wijk Hammarby. In juni 2013 nam hij deel aan Lilla Melodifestivalen, de Zweedse preselectie voor het Junior Eurovisiesongfestival. Met het nummer Det är dit vis ka wist hij de vakjury te overtuigen, waardoor hij zijn vaderland mocht vertegenwoordigen op het Junior Eurovisiesongfestival 2013 in Kiev, de hoofdstad van Oekraïne. Hij eindigde op de negende plaats.